# Croton peraffinis
Espèce
Croton peraffinis est une espèce de plantes à fleurs du genre Croton et de la famille des Euphorbiaceae, présente au Brésil (Minas Gerais, Goiás).
Il a pour synonyme :
- Oxydectes peraffinis, (Müll.Arg.) Kuntze